# 第16師管
第16師管（だいじゅうろくしかん）は、1907年から1940年まであった日本陸軍の管区で、当時全国に18または14あった師管の一つである。京都に司令部を置いた第16師団が管轄した。1940年に京都師管に改称した。

## 師団と師管
師団制の師管は同じ番号の師団のための徴兵と密接に結びついており、第16師団の兵士は第16師管に戸籍を持つ男子から徴集された。また、第16師管から徴兵された兵士は第16師団に入るのが原則であった。が、これにはいくつか例外がある。まず、独自の師管を持たない近衛師団には、全国の師管から兵士が送られた。また、全国の師管は植民地にいる部隊にも分担して兵卒を送っていた。例として1921年（大正10年）をとりあげると、この年に徴集される現役兵は、第16師団に5425人、近衛師団に108人、台湾守備隊に87人を配分する計画であった。
師管はまた、管轄する師団が治安維持と防衛に出動すべき責任範囲でもあったが、当時外国軍隊が第16師管に上陸攻撃を行う可能性はほとんどなかった。

## 区域の変遷

### 京都府の南半分・奈良県・滋賀県・ 三重県の伊賀・福井県の一部 (1907 - 1915)
1907年、陸軍が6個師団を増設を決めると、明治40年軍令陸第3号（9月17日制定、18日公布、施行は後日）による陸軍管区表改定で、師管の区割りも変更された。第16師管はこのとき設けられた。5県にまたがる。京都府は、北の丹後国にあたる地域が西隣の第10師管に入り、南の山城国にあたる地域が第16師管になった。奈良県と滋賀県は全域。三重県の阿山郡と名賀郡、すなわち伊賀国にあたる地域。福井県の三方郡・遠敷郡・大飯郡と敦賀郡、すなわち若狭国の全部と越前国南西端の1郡。以上が第16師管の範囲であった。
- 第16師管（1907年9月以降 - 1924年5月6日）
  - 第18旅管
    - 大津連隊区
    - 敦賀連隊区

  - 第19旅管
    - 京都連隊区
    - 奈良連隊区

### 京都府の南部・奈良県・滋賀県・三重県の伊賀・福井県の一部 (1915 - 1925)
1915年、大正4年軍令陸第10号（9月13日制定、14日公布）によって、陸軍管区表の改定があり、福井県西端の大飯郡と、京都府の丹波の3郡（北桑田郡・南桑田郡・船井郡）は第10師管に移された。京都府の中では山城地方だけが第16師管にとどまった。連隊区の境界にも変更があった。
1924年、大正13年軍令陸第5号（5月5日制定、7日公布）による陸軍管区表改定で、旅管が廃止された。区割りは変更せず、旅管がなくなっただけである。
- 第16師管（1924年5月7日 - 1925年4月30日）
  - 大津連隊区
  - 敦賀連隊区
  - 京都連隊区
  - 奈良連隊区

### 京都府・奈良県・滋賀県南部・三重県 (1925 - 1940)
1925年の宇垣軍縮で4個師団を削減することになったため、師管も4つが廃止になり、境界が多数変更された。大正14年軍令陸第2号（4月6日制定、8日公布、5月1日施行）で、第16師管は京都府・奈良県・三重県の全域と、滋賀県の南部にあたる1市6郡（大津市・滋賀郡・栗太郡・野洲郡・甲賀郡・蒲生郡・神崎郡）になった。それまで属した福井県の一部と滋賀県の北部は第9師管に移した。代わりに三重県の大部分を第3師管から、京都府の残り部分を第10師管から得た。連隊区の変更も多くあり、敦賀連隊区は第9師管に移り、大津連隊区は廃止になった。かわりに福知山連隊区が第10師管から、津連隊区が第3師管から、第16師管の下に入った。
- 第16師管（1925年5月1日 - 1940年7月31日）
  - 京都連隊区
  - 福知山連隊区
  - 津連隊区
  - 奈良連隊区

## 京都師管・京都師管区への改称(1940, 45)
1940年、昭和20年軍令陸第20号（7月24日制定、26日公布、8月1日施行）の陸軍管区表改定により、師管の名称は番号から地名に変更になった。このとき第16師管は京都師管に改称した。京都師管は新設の第53師団の管轄となる予定であったが、そのとき日中戦争から第16師団が帰っていたためか、新師団の編成は翌年9月にずれこんだ。京都師管は1945年4月に京都師管区と改称し、8月の敗戦に至った。